# Piskalje
Piskalje (cyr. Пискаље) – wieś w Serbii, w okręgu toplickim, w mieście Prokuplje. W 2011 roku liczyła 26 mieszkańców.